# Der verrückte Professor (1963)
Der verrückte Professor (Originaltitel: The Nutty Professor) ist eine US-amerikanische Filmkomödie aus dem Jahr 1963. Diese Parodie des „Dr. Jekyll & Mr. Hyde“-Themas war der vierte Film, bei dem Jerry Lewis nicht nur die Hauptrolle spielte, sondern auch für Regie und Drehbuch verantwortlich war.

## Handlung
Der exzentrische, ungeschickte und ziemlich unansehnliche Chemieprofessor Julius Kelp wird weder von seinen Studenten noch von seinen Kollegen ernst genommen. Da er sich heimlich in seine Studentin Stella Purdy verliebt hat, versucht er alles Mögliche, um sie zu beeindrucken. Da die meisten Bemühungen im sportlichen Bereich erfolglos sind, versucht er, mit Hilfe der Chemie den gewünschten Effekt zu erzielen, und entdeckt dabei versehentlich ein Mittel, mit dem er sich in den attraktiven, aber auch vorlauten, überheblichen Macho Buddy Love verwandeln kann. Buddy Love wird zum von allen geliebten und verehrten Mittelpunkt des Campus, der mit seinen Gesangseinlagen im Nachtclub für Furore sorgt.
Das Verwandlungsmittel hat aber nur begrenzte Wirkung, so dass Kelp zu einem Doppelleben gezwungen wird, das dadurch erschwert wird, dass sich Stella in Buddy Love verliebt hat. Gleichzeitig ist sie aber von Buddys großspurigem Auftreten angewidert und findet Vertrauen zum feinfühligeren Professor Kelp. Als die Wirkungsdauer der Droge immer kürzer wird, muss Buddy zwangsläufig sein wahres Gesicht offenlegen.
Schlussszene: Kelp und Stella werden ein Paar. Für „besondere Gelegenheiten ab und zu“ hat sich Stella aber augenzwinkernd ein paar Fläschchen des Verwandlungsmittels gesichert.

## Rezeption
Der verrückte Professor wird generell als Lewis’ bester Film angesehen, was wahrscheinlich auch daran liegt, dass der Film weniger exzentrisch ist als seine anderen Werke. Vor allem der Charakter Buddy Love sorgte für Gesprächsstoff, da viele in ihm eine Karikatur seines früheren Partners Dean Martin sahen. Lewis dementierte aber regelmäßig diese Mutmaßungen.
Professor Kelp wiederum war Vorlage für den Charakter Professor Frink in der Zeichentrickserie Die Simpsons.
1996 spielte Eddie Murphy die Hauptrolle in einer Neuverfilmung, bei der Jerry Lewis als Produzent auftrat.

## Uraufführungen
- USA: 4. Juni 1963
- Deutschland: 23. August 1963
- Österreich: 20. September 1963[1]

## Kritiken
„Klamaukfilm mit Jerry Lewis in einer Doppelrolle, die das ‚Dr. Jekyll und Mr. Hyde‘-Thema aufgreift. Weitaus sinnvoller in der Handlung und deren Auflösung als vorangegangene Komödien von Lewis, wird auf weitgehend amüsante Weise nicht nur das Horrorkino jener Jahre, sondern auch der Typ des ‚American Boy‘ glossiert.“

## Auszeichnungen
Bei einer Umfrage des American Film Institutes im Jahre 2000 belegte Der verrückte Professor Platz 99 in der Liste der 100 witzigsten amerikanischen Filmkomödien aller Zeiten.
2004 wurde Der verrückte Professor in das National Film Registry als besonders erhaltenswerter US-amerikanischer Film aufgenommen.

## DVD-Veröffentlichung
- Der verrückte Professor. Paramount Home Entertainment 2004